# ABC (bog)
 For alternative betydninger, se ABC. (Se også artikler, som begynder med ABC)
En ABC er en begynderlærebog i læsning og skrivning. Bogtypen er opkaldt efter de tre første bogstaver i alfabetet. Udtrykket bruges også mere bredt om basale begynderlærebøger om forskellige emner.
En ABC kunne omtales som en hanebog,  fordi læsebøger ofte havde billede af en hane på forsiden som et symbol på årvågenhed og flid. 
I Danmark hører Ole Bole ABC  (fra 1927), skrevet af Claus Eskildsen  og illustreret af Storm P., og Søren og Mette (fra 1954), til de mere kendte.
Fra sidstnævnte huskes måske sætningen: "Søren så en so, Mette så en ko. Søren og Mette lo". I 1980'erne blev Søren og Mette afløst af en anden læsepædagogik, men fik oprejsning i en undersøgelse, som Undervisningsministeriet iværksatte i slutningen af 1990'erne efter, at danske elever i 3. klasse havde placeret sig i bunden af en international læserangliste i 1994. Søren og Mette, det ældste system i undersøgelsen, viste sig at være det mest effektive. De elever kom "langt hurtigere i gang med at læse enkeltord end de øvrige elever." Der var også "færre dårlige læsere blandt elever med Søren og Mette end blandt elever med andre systemer." 